# ليز هايز
ليز هايز (بالإنجليزية: Liz Hayes)‏ هي صحفية أسترالية، ولدت في 23 مايو 1956 في تاري في أستراليا.